# Festival des arts traditionnels
Le festival des arts traditionnels est un ancien festival français.
Il est organisé par la Maison de la Culture de Rennes et a eu lieu tous les ans de 1974 à 1983.

## Historique

### Origine
En 1974, le directeur de la Maison de la Culture de Rennes, Chérif Khaznadar, crée le festival. Selon lui :
il n'y a pas actuellement dans le monde un autre festival qui réunisse exclusivement des troupes ou des individus qui ont gardé leur plus grande tradition [...] ancestrale." 
Il présente son but de mettre en valeur des groupes et artistes « qui se produiront pour la première fois en France » et pour certains pour la première fois « en dehors de leur région natale ».

Selon Françoise Gründ, directrice du festival sur toute la durée de son existence, le festival :
a pour but de grouper sur une très courte période (de 12 jours à 2 semaines) une quantité d'artistes professionnels et non professionnels, de formes (musiques, chants, danses, théâtres, contes, marionnettes, ambres, arts plastiques) issues des cultures du monde entier).

### Édition 1974
Elle a eu lieu du 20 au 27 mai 1974. Durant cette édition, plus de mille instruments de musique en provenance d'Asie et d'Afrique sont exposés. De la musique irakienne avec le joueur de oud Mounir Bachir est présentée.

### Édition 1975
La deuxième édition du festival a eu lieu du 16 au 26 avril 1975. Plusieurs pratiques comme de la musique irakienne ou du Théâtre japonais sont présentés.

### Édition 1976
La troisième édition du festival a eu lieu du 5 au 19 mars 1976, soit 15 jours de festival pour la première fois, et a compté 35 spectacles.

### Édition 1977
La quatrième édition du festival a eu lieu du 4 au 13 mars 1977.

### Édition 1978
Cette cinquième édition a eu lieu du 3 au 12 mars 1978.

### Édition 1979
Cette sixième édition a eu lieu du 9 au 17 mars 1979.

### Édition 1980
Cette septième édition a eu lieu du 20 mai au 4 juin 1980. Parmi les représentations, il y a la diablada d'Oruro, Bolivie, présentée lors de plusieurs défilés ou du Kagura.

### Édition 1981
Cette huitième édition a eu lieu du 22 au 29 avril 1981.

### Édition 1982
Cette neuvième édition a duré une semaine courant mars et a impliqué des participants d'une trentaine de pays. Parmi les représentations, il y a des marionnettes de la Compagnie Colla.

### Édition 1983
Cette dixième et dernière édition a eu lieu du 3 au 11 mai 1983 à la fois dans la Maison de la Culture de Rennes et dans le Théâtre de la Ville (aujourd'hui Opéra de Rennes). Elle a également eu lieu du 23 avril au 19 mai portée par la Maison des Cultures du Monde (Paris) créée l'année précédente et co-fondée par Chérif Khaznadar et Françoise Gründ et exploitant le Théâtre de l'Alliance Française.
L'édition rennaise a eu pour thème "Rennes : point de départ" et a accueilli des artistes issus de 18 pays. Grâce à une collaboration avec l'Union du Commerce de Rennes, le festival compte investir toute la ville et pas seulement les salles de spectacle.
Françoise Gründ indique que la programmation compte plusieurs cycles dont un sur les « retours de groupes ou de solistes qui ont, grâce au Festival, acquis une reconnaissance, au sein de leur société. ».
En 1983, l'association Festival des arts traditionnels de Rennes est fondé par assurer la gestion du festival. Cependant, l'édition 1983 est la dernière. Selon Chérif Khaznadar, le festival a disparu à cause d'un changement de direction.

## Publications
Diverses publications de revues portant sur les expositions ou la programmation du festival ont été publiées.